# Victor Razafimahatratra

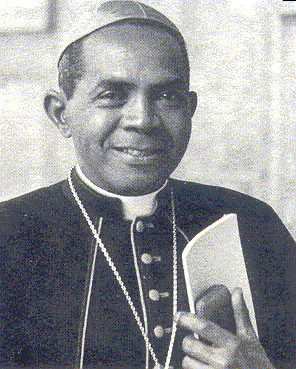
Victor Kardinal Razafimahatratra

Victor Kardinal Razafimahatratra SJ (* 8. September 1921 in Ambanitsilena-Ranomasina, Madagaskar; † 6. Oktober 1993 in Antananarivo) war ein madagassischer Ordensgeistlicher und römisch-katholischer Erzbischof von Antananarivo.

## Leben
Victor Razafimahatratra studierte nach seiner Schulzeit im Priesterseminar von Fianarantsoa die Fächer Katholische Theologie und Philosophie. 1945 trat er in den Jesuitenorden ein und setzte seine Studien im belgischen Brüssel fort. Am 28. Juli 1956 empfing er das Sakrament der Priesterweihe und wurde nach weiterführenden Studien im Jahre 1960 Regens des Knabenseminars von Fianarantsoa. Am 2. Februar 1963 legte er seine feierliche Profess im Jesuitenorden ab und wurde zum Superior der Jesuitenniederlassung in Amboistra ernannt. In den Jahren 1969 bis 1971 leitete er als Regens das Priesterseminar von Fianarantsoa. 
Am 16. Januar 1971 ernannte ihn Papst Paul VI. zum Bischof von Farafangana. Die Bischofsweihe spendete ihm der Erzbischof von Fianarantsoa, Gilbert Ramanantoanina SJ, am 18. April desselben Jahres. Mitkonsekratoren waren der Erzbischof von Diégo-Suarez, Albert Joseph Tsiahoana, und der Bischof von Fort-Dauphin, Jean-Pierre-Dominique Zévaco CM.
Am 10. April 1976 ernannte ihn Papst Paul VI. zum Erzbischof von Antananarivo. Am 24. Mai desselben Jahres nahm er ihn als Kardinalpriester mit der Titelkirche Santa Croce in Gerusalemme in das Kardinalskollegium auf. Victor Razafimahatratra starb am 6. Oktober 1993 in Antananarivo.